# 白腹針尾雨燕屬
白腹針尾雨燕屬，是雨燕目雨燕科下的一個屬。本屬物種分佈於非洲，目前下屬2個物種。

## 命名歷史
本屬由澳洲鳥類學家格雷戈里·馬修斯於1918年描述，其模式種指定為白腹刺尾雨燕。其屬名古希臘語的（「新的」之意）及拉丁語的（指「非洲」）及雨燕屬的學名組成。

## 下屬物種
本屬包含以下物種：
- 白腹刺尾雨燕 Neafrapus cassini (Sclater, PL, 1863)
- 伯氏针尾雨燕 Neafrapus boehmi (Schalow, 1882)

## 外部連結
- 维基共享资源上的相關多媒體資源：白腹針尾雨燕屬
- 維基物種上的相關：白腹針尾雨燕屬